# Rue Verderet (ancienne voie de Paris)
La rue Verderet ou rue Verdelet, est une ancienne voie de Paris disparue en 1866 lors du percement de la rue Étienne-Marcel. Elle était située dans l'ancien 5e arrondissement.

## Situation
Située dans le quartier Montorgueil, cette voie d'une longueur de 89 mètres commençait aux 42-44, rue de la Grande-Truanderie et se terminait aux 17-19, rue Mauconseil.
Les numéros de la rue étaient noirs. Le dernier numéro impair était le no 17 et le dernier numéro pair était le no 14.

## Origine du nom
Elle était originellement appelée « rue Merderai », car cette voie étroite et sale était un véritable dépôt d'immondices. Son nom fut par la suite adouci en « rue Verdelet » puis « rue Verderet ».

## Historique
Des actes de 1290, 1330, 1352 et 1406 l'indiquent sous les noms de « rue Merderiau », « rue Merderai », « rue Merderel » et rue Merderet, car cette voie étroite et sale était un véritable dépôt d'immondices.
En 1311, on la nomme « rue Breneuse », vieux mot qui désignait une ruelle étroite, malpropre et ordurière. Les rues Pagevin et du Petit-Reposoir qui étaient en face, portaient également le nom « rue de Breneuse ».
Elle est citée dans Le Dit des rues de Paris de Guillot de Paris sous le nom de « rue Merderiau ».
La rue Verderet formait l'une des limites du fief de Joigny.
Au début du XVIIe siècle, ce nom fut adouci et changé en « rue Verdelet » puis en 1806, elle fut nommée « rue Verderet ».
Une décision ministérielle du 28 pluviôse an IX (17 février 1801), signée Chaptal, fixe la largeur de cette voie publique à 7 mètres. Cette largeur est portée à 10 mètres en vertu d'une ordonnance royale du 9 décembre 1838.

## Bâtiments remarquables et lieux de mémoire
- Au no 4, il y avait une maison où l'on voyait un jeu de paume. C'est dans cette propriété que Jean-Jacques Rousseau se logea pour se rapprocher de Dupin-Francueil, lorsque l'écrivain quitte l'hôtel Saint-Quentin de la rue des Cordiers.